# Sköldvik gård
Sköldvik gård (schwedisch, finnisch Sköldvikin kartano) war ein Gut südwestlich von Borgå (finn. Porvoo). Es befand sich auf dem Gelände der heutigen Industrieanlagen und dem Hafen Sköldvik an der Meeresbucht Svartbäckfjärden in Kilpilahti.

## Geschichte
Der Ortsname Sköldvik wurde 1381 zuerst urkundlich erwähnt. Das Gut wurde um 1700 errichtet. Sein Herrenhaus war bis in die 1980er Jahre bewohnt. Zu den zahlreichen Besitzern gehörte das Adelsgeschlecht der Wredes.
1962 kaufte das Unternehmen Neste Oil die 622 Hektar umfassenden Ländereien und errichtete den Hafen und die Ölraffinerie.